# Etiòpia
|  | Per a altres significats, vegeu «Etiòpia (desambiguació)». |

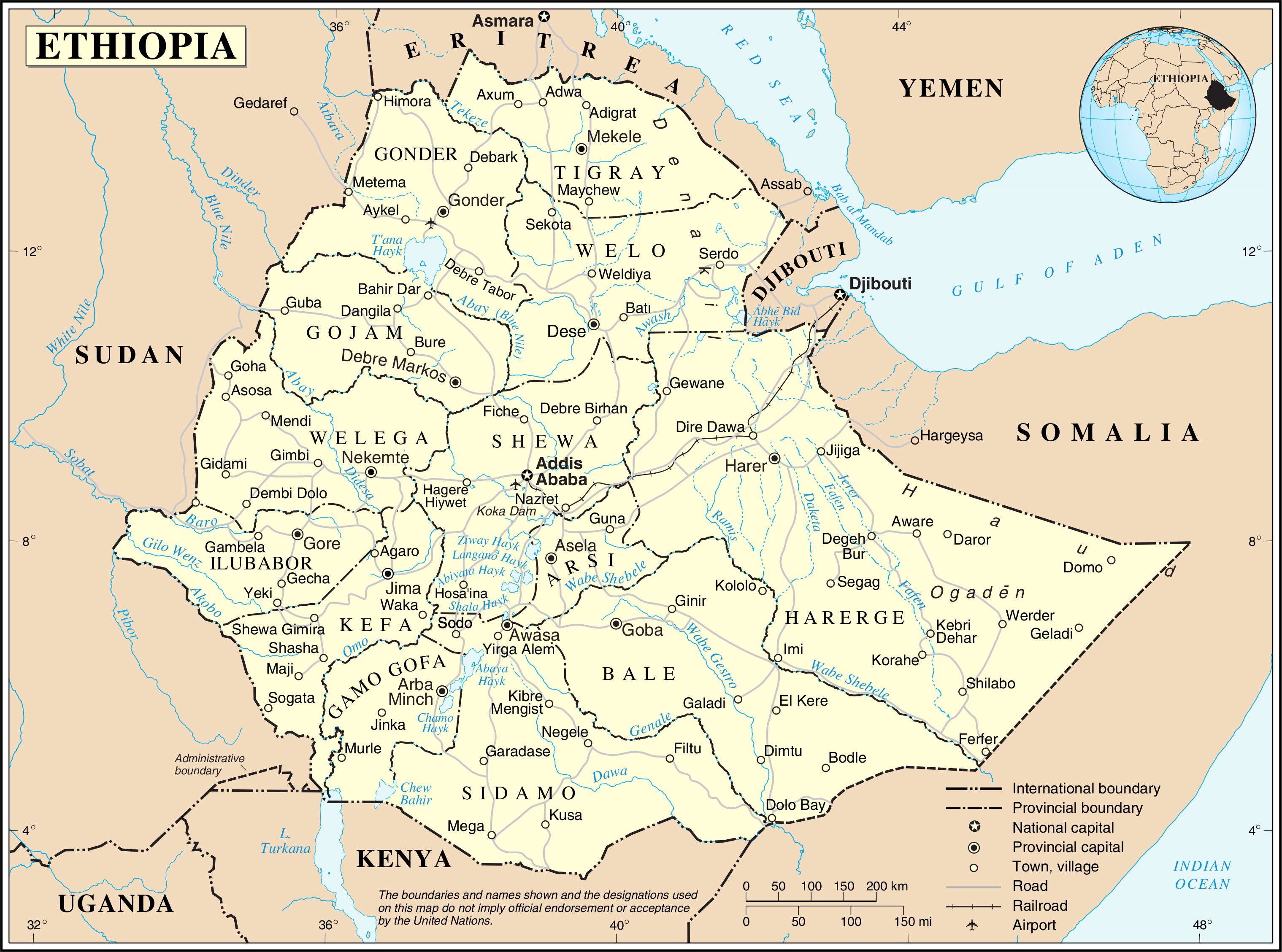
Mapa d'Etiòpia

Etiòpia (amhàric: ኢትዮጵያ, Ityopp'ya) és una república democràtica federal de l'Àfrica nord-oriental. Limita al nord amb Eritrea i Djibouti, a l'est amb Somàlia, al sud amb Kenya i a l'oest amb el Sudan i el Sudan del Sud.
El país té un elevat altiplà central que va dels 1.800 m als 3.000 m, amb algunes muntanyes que arriben als 4.620 m, com és el cas del Ras Dashen, la màxima altitud d'Etiòpia. Generalment les altures són més elevades just abans del punt en què baixen sobtadament cap a la vall del Rift, que talla l'altiplà de biaix. Hi ha un nombre considerable de rius a l'altiplà, dels quals destaca el Nil Blau, que surt del llac Tana. L'altiplà va baixant gradualment fins a les terres baixes del Sudan cap a l'oest i fins a les planes deshabitades de Somàlia cap al sud-est.
La capital és Addis Abeba, amb dos milions i mig d'habitants, i nou ciutats més passen dels cent mil habitants, entre les quals destaca Dire Dawa, amb més de dos-cents mil. El país es divideix en 9 regions diferents.
L'Etiòpia moderna i les seves fronteres actuals són el resultat d'una reducció significativa del territori al nord i l'expansió al sud, cap a les seves fronteres actuals, a causa de les migracions i la integració comercial, així com les conquestes, particularment per l'emperador Menelik II i Gobana Dacche. El 1974, la dinastia liderada per Haile Selassie va ser enderrocada i es va intensificar les guerres civils. Des de llavors, Etiòpia ha vist una varietat de sistemes de govern. El país és un dels membres fundadors del Moviment de Països No Alineats (NOAL), el G-77 i l'Organització d'Unitat Africana (OUA). Avui dia, Addis Abeba continua sent la seu de la Unió Africana, la Cambra de Comerç de Panafricà (PACCI) i UNECA. El país té un dels exèrcits més poderosos d'Àfrica i Addis Abeba és la seu de la plataforma continental de la força africana de reserva (ASF). Etiòpia és l'únic país africà on un alfabet indígena encara és àmpliament utilitzat. Etiòpia també té el seu propi sistema de temps i un calendari únic, que té de set a vuit anys de retard respecte al calendari gregorià. Té el major nombre de llocs reconeguts Patrimoni de la Humanitat per la UNESCO de tot l'Àfrica.
El país és una terra de contrastos naturals, amb cascades i aigües termals volcàniques; amb alguna de les més altes muntanyes d'Àfrica, així com alguns dels punts més baixos del món, per sota el nivell del mar.
Allotja una gran quantitat de rius, mentre que l'àrea septentrional del país, a Dallol és el lloc amb les temperatures més altes de la Terra.
Etiòpia és multilingüe, multicultural i multiètnica, amb prop de 80 grups.
Etiòpia és el segon productor d'energia hidroelèctrica d'Àfrica, gràcies a l'aigua del Nil que té el 85% del flux total a les fonts d'aquest país. Tot i tenir sòls rics, Etiòpia es va veure sotmesa a una sèrie d'epidèmies de fam a la dècada de 1980, exacerbades per les adverses condicions geopolítiques i les guerres civils, amb el resultat de la mort de centenars de milers de persones.
 A poc a poc, però, el país ha començat a recuperar-se, i avui Etiòpia té l'economia amb el PIB més gran de l'Àfrica de l'Est i Central.
El ràpid creixement de l'economia d'Etiòpia la situa com una potència regional a la Banya d'Àfrica i a l'est d'Àfrica. Recentment, s'han reportat abusos contra els drets humans a Etiòpia sota mandat del primer ministre Meles Zenawi malgrat el país ha esdevingut una força econòmica, diplomàtica i política de l'Àfrica.

## Toponímia
El nom «Etiòpia» es deriva del grec Αἰθιοπία Æthiopia, provinent al seu torn de Αἰθίοψ Æthiops, 'etíop', que en grec significaria 'de cara cremada' (αιθ- cremada ὄψ faç). No obstant això, antigues fonts etíops afirmen que el nom deriva d'"'Ityopp'is" (qui va ser fill del bíblic Cuix, així mateix va ser germà de Nemrod (també Nimrod, Ninurta), nebot de Mizraím, Fut i Canaan, i besnet de Noé), fundador llegendari de la ciutat d'Axum.
Whedefit Gesgeshi Woude Henate Ethiopia (Marxa endavant, benvolguda Mare Etiòpia), és l'himne nacional d'Etiòpia. L'autor de la lletra és Dereje Melaku Mengesha, i la música està composta per Solomon Lulu Mitiku. Va ser adoptat el 1992. Està escrit en amhàric, llengua oficial del país.

## Història

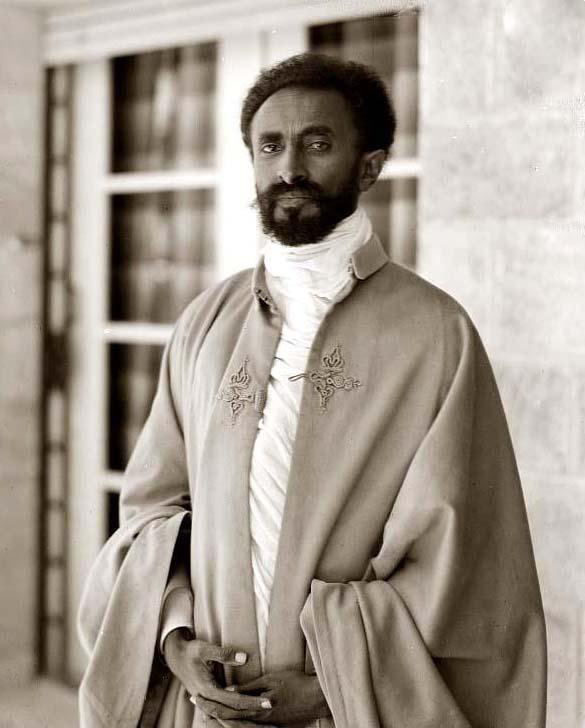
Haile Selassie, emperador d'Etiòpia del 1930 al 1974.

Vegeu article principal: Història d'Etiòpia
Etiòpia té una de les històries més extenses com a nació independent dins el continent. Única entre els països africans, la monarquia etíop va mantenir la seva llibertat enfront de les potències colonials durant els segles xix i segle xx, i fins i tot fou capaç d'expandir-se en la dècada de 1880-1890 en què es produí el repartiment d'Àfrica entre les potències colonitzadores europees. La sola excepció a la seva independència fou l'ocupació italiana (1936-1941). Etiòpia, fins al segle xx, fou coneguda amb el nom d'Abissínia.
El 17 de juliol de 1891 a Ejersa Goro, Etiòpia, neix Tafari Makonnen, el qual regnarà com a Haile Selassie i serà el darrer emperador d'Etiòpia.
El 1974, una junta militar marxista-leninista, el Derg, va deposar l'emperador Haile Selassie, que governava el país des de 1930, i hi va establir un estat socialista de partit únic. El règim va patir una guerra civil i va vèncer l'Exèrcit Nacional de Somàlia en la Segona guerra etíop-somali (1977-1978) que va entrar a Etiòpia per annexionar Ogaden ajudades per milicians comunistes, assessors soviètics, soldats cubans. També va patir diversos cops d'estat cruents, aixecaments, una sequera generalitzada i un problema de refugiats en massa. Fou derrotat el 1991 per una coalició de forces rebels amb el nom de Front Democràtic Revolucionari Popular d'Etiòpia. El 1994 es va adoptar una constitució que havia de dur les primeres eleccions multipartidistes l'any següent. Una guerra fronterera amb Eritrea (nació que va obtenir el reconeixement internacional el 1993) va esclatar el maig del 1998. Això ha estat un cop fort per a l'economia nacional però ha enfortit la coalició governant.
La Guerra de Tigre és un conflicte armat en curs que va començar el 4 de novembre de 2020 a Tigre Després de mesos de lluita, la guerra va fer un tomb radical el 28 de juny de 2021 les tigrinyes van recuperar la seva capital, Mekelle, i a l'agost, l'Exèrcit d'Alliberament Oromo va anunciar una aliança militar amb el TPLF després que ja s'hagués aconseguit un acord similar entre els tigrinyes i algunes milícies rebels d’Araf i el govern va declarar un alto-el-foc.

## Política

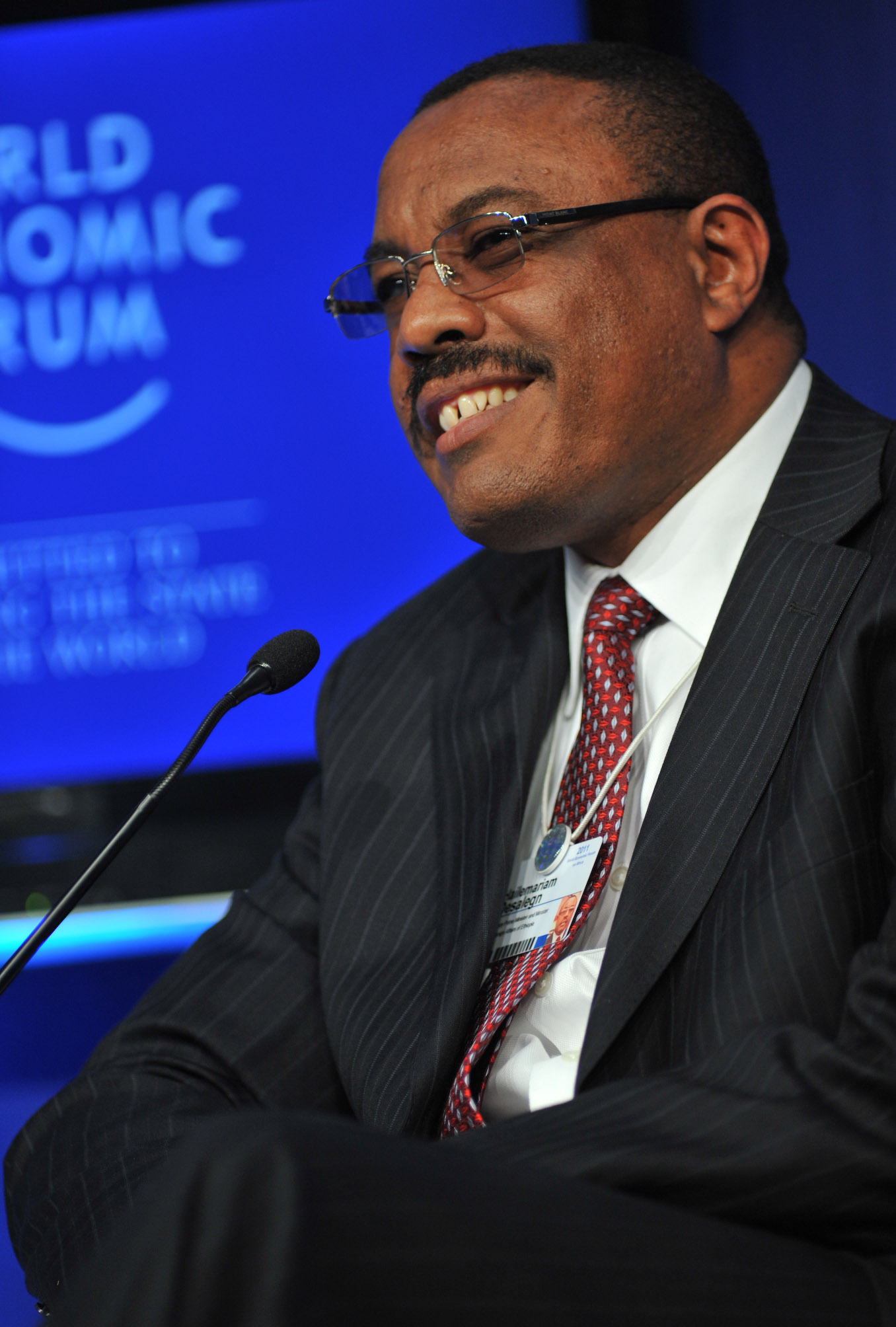
Haile Mariam Desalegne, primer ministre d'Etiòpia (2012-2018).

El funcionament de les institucions etíops està codificat pel text constitucional ratificat al desembre de 1994 i que va entrar en aplicació el 22 d'agost de 1995.
El sistema parlamentari instituït llavors reposa sobre dues assemblees (bicameralitat) que representen el poder legislatiu:
- La Cambra de Representants del Poble: composta de 549 diputats electes per sufragi universal directe cada cinc anys. Aquesta té competències en matèria legislativa, fiscal i pressupostària.
- La Cambra de la Federació: composta de 108 membres triats per sufragi universal indirecte pels representants de les regions. Té el rol del control constitucional essencialment.

El poder executiu té més competències. Està dividit en dos pols on el rol és desigual:
- El cap d'Estat, President de la República, és una funció honorífica. Triat per a sis anys per la Cambra de diputats, el president no exerceix cap poder en realitat. El lloc està actualment ocupat per Mulatu Teshome triat a l'octubre de 2013.
- El Primer ministre maneja la política del país. Escollit pel partit majoritari de la Cambra de diputats, aquest és designat per un mandat quinquennal, renovable una vegada. Abiy Ahmed es primer ministre des de 2 de abril de 2018.

El poder judicial reposa sobre la Cort suprema federal, separada per la constitució dels poders legislatius i executius.

### Les minories a la constitució
L'article 47. 1 de la Constitució determina els kililoch (regions ètniques) membres de la Federació:
- Tigre
- Afar
- Amhara
- Oròmia
- Somalí
- Benishangul-Gumaz
- Pobles del Sud
- Pobles de Gambela
- Pobles de Harari

Les nacions, nacionalitats i pobles reconeguts per la constitució a l'Estat dels Pobles del sud són:
| - Airde - Alaba - Arbore - Bencho - Besketo Burji - Bodi - Busa - Dawro | - Digue'm - Disenech - Dizi - Daina - Gaweda - Gedeo - Gidole - Gnangatamo | - Gobeze - Gofa - Gurage Gidicha - Hadiya - Hamer - Kembata Keficho - Konso - Konta | - Kore (Amaro) - Male - Melon - Mursi - Minit - Nao - Ori - Surma | - Sidama - Shekoch Sheko - Tenbaro Chara - Tsemai - Wolaita - Zeise - Zelman Yem. |

L'article 47. 2 estableix el dret de les nacions, nacionalitats i pobles de cada estat a constituir-se en estat separat dins d'Etiòpia.
La constitució també estableix el dret de secessió d'Etiòpia, i el regula de manera que encara que teòricament possible, el seu exercici és bastant improbable.

### Partits polítics
Vegeu: Llista de partits polítics d'Etiòpia

## Demografia
L'any 2015, Etiòpia té una població estimada de 90.320.987 habitants. L'esperança de vida és de 52,92 anys. La mitjana de fills per dona és de 6,2, una de les taxes més altes del món, la qual cosa es preveu que provoqui greus problemes econòmics i ambientals en el futur. Es calcula que 980.000 persones, o l'1,25% de la població, està infectada amb el virus de VIH. La població urbana només arriba al 17% del total.
| Evolució de la població (1500-2012) | Evolució de la població (1500-2012) | Evolució de la població (1500-2012)   |
| Any                                 | Població                            | Observacions                          |
| ----------------------------------- | ----------------------------------- | ------------------------------------- |
| 1500                                | uns 2.000.000                       | estimada                              |
| 1800                                | entre 3.000.000 i 4.000.000         | estimada                              |
| 1890                                | entre 7.000.000 i 11.000.000        | estimada                              |
| 1910                                | 12.000.000                          | estimada                              |
| 1920                                | 14.500.000                          | estimada                              |
| 1930                                | 16.000.000                          | estimada                              |
| 1935                                | 16.900.000                          | estimada                              |
| 1936                                | 15.300.000                          | estimada (invasió italiana)           |
| 1945                                | 18.600.000                          | estimada                              |
| 1950                                | 16.300.000                          | estimada                              |
| 1960                                | 24.200.000                          | estimada                              |
| 1970                                | 24.600.000                          | estimada (fam producte de la sequera) |
| 1980                                | 38.800.000                          | estimada                              |
| 1984                                | 39.868.501                          | Cens (fam producte de la sequera)     |
| 1994                                | 53.477.265                          | Cens                                  |
| 2007                                | 73.918.505                          | Cens                                  |
| 2015                                | 90.320.987                          | estimada (basada en el Cens de 2007)  |

### Grups ètnics etíops
Els principals grups ètnics d'Etiòpia són: Oromo, amhares, tigray, sidames, hadiya, somalis, àfars, gurage, daina, welaita, argoba i rastafari.
Existeixen a més diferents tribus minoritàries, tals com: Surma, Mursi i Hamer.

### Alfabetització
El 42,7% de la població està alfabetitzada, corresponent a un 50,1% dels homes i un 35% de les dones. La qual cosa expressa una reducció de l'alfabetització, amb relació a la dècada de 1980.

### Idiomes
L'amhàric, el ge'ez, el tigrinya, l'oromo, el gurage, el somali i l'àrab són les llengües més esteses, a part d'altres idiomes locals. L'anglès i l'italià són bastant usats també, sobretot en els negocis, encara que l'ús de l'italià cada vegada és més reduït.

### Religió

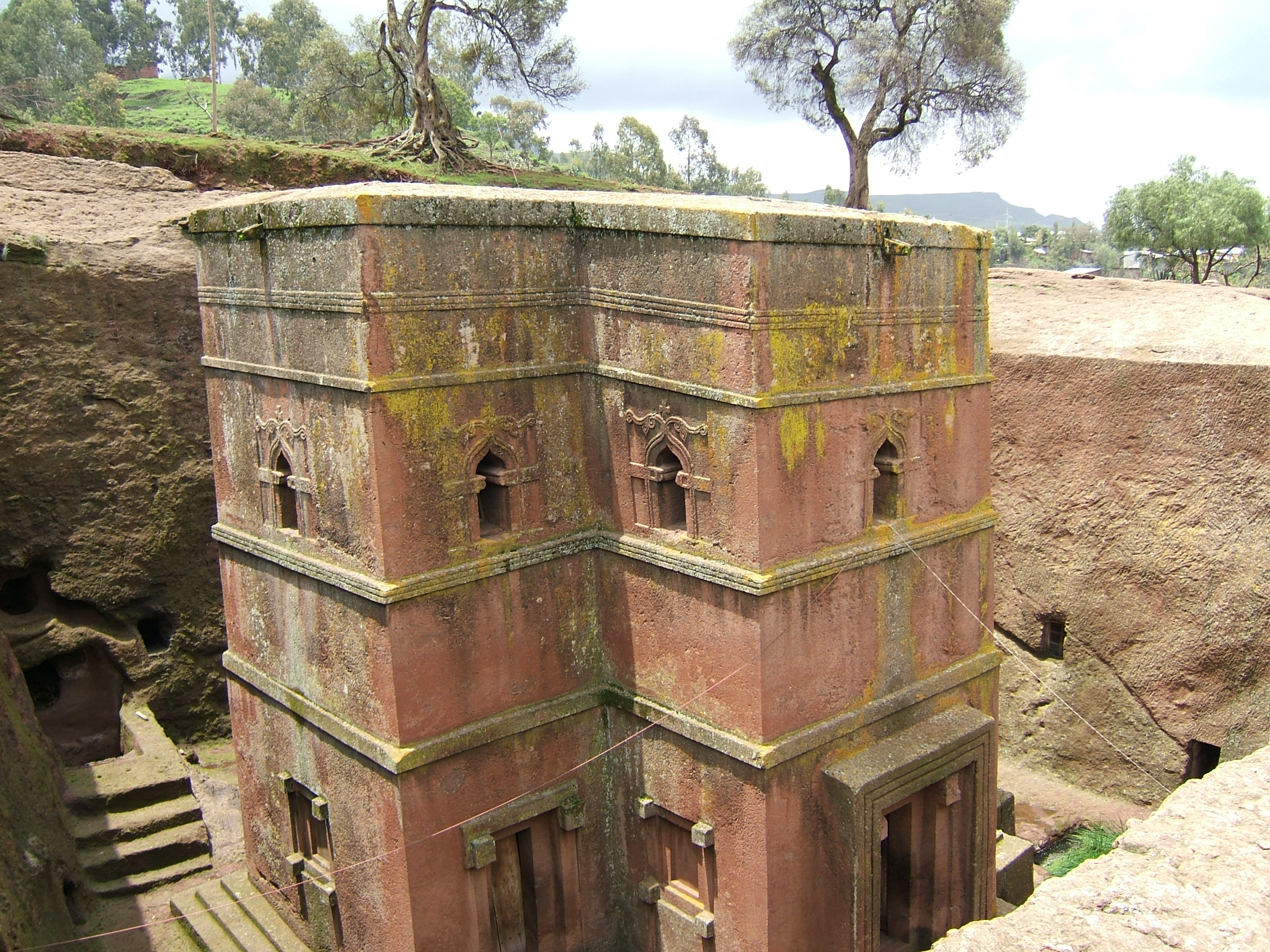
Biet Ghiorgis, una de les onze esglésies monolítiques de Lalibela, és Patrimoni de la Humanitat.

Segons el cens nacional de 1994, els cristians (ortodoxos, protestants i catòlics) representen el 61,6% de la població del país, els musulmans el 32,8% i les creences tradicionals el 5,6%.
Una part d'Etiòpia creu en el rastafari i Haile Selassie I.
Sovint la cristiandat a l'Àfrica és concebuda com una importació europea que va arribar amb el colonialisme, però aquest no és el cas d'Etiòpia. El Regne d'Axum va ser una de les primeres nacions a adoptar oficialment el cristianisme, quan Sant Frumentius de Tir va convertir al Rei Ezana durant el segle iv. Molts creuen que l'Evangeli havia entrat a Etiòpia fins i tot abans, amb l'oficial reial descrit com batejat per Felip l'Evangelista en la Bíblia. Avui dia, l'Església Ortodoxa Etíop, és de llarg la dominant, encara que un nombre d'esglésies protestants han guanyat terreny recentment.
El nom "Etiòpia" (en hebreu Kush) s'esmenta en la Bíblia diverses vegades, i és d'alguna manera considerat un lloc sagrat.
L'islam a Etiòpia existeix des de gairebé la fundació de la religió; en el 615, quan un grup de musulmans va escapar per consell de Mahoma de la persecució a La Meca i va viatjar a Etiòpia, que estava governada per, segons les estimacions de Mahoma, un piadós rei cristià. A més, la tradició islàmica afirma que Bilal ibn Ribah, un dels més destacats companys de Mahoma, era d'Etiòpia.

## Geografia

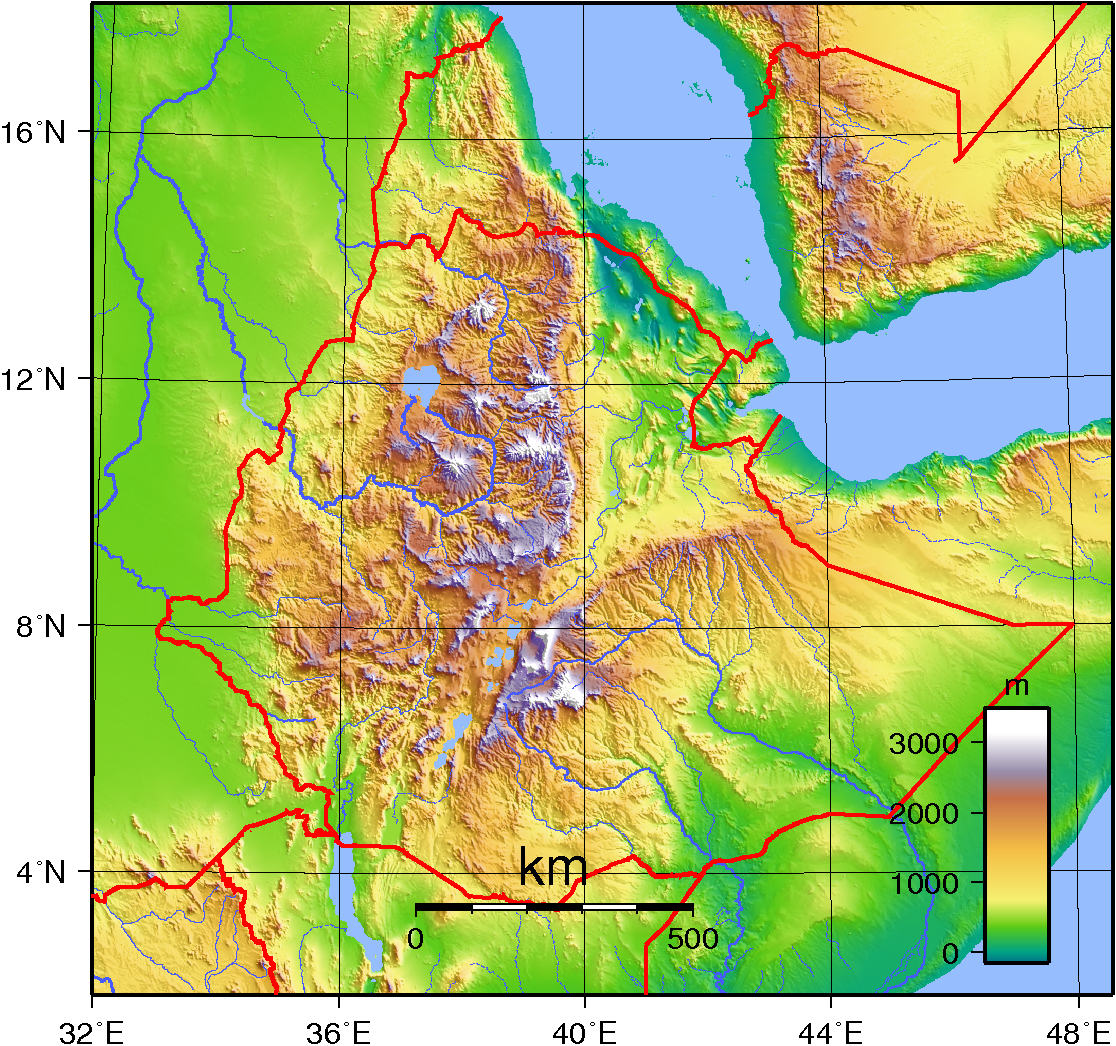
Mapa topogràfic d'Etiòpia.

Després de la independència d'Eritrea, Etiòpia es va convertir en un estat sense litoral, depenent en gran manera de Djibouti per a les seves exportacions marítimes.
Amb 1.127.127 km², Etiòpia és el vintisetè país més extens del món. Per a efectes comparatius, l'extensió del seu territori és similar a la de Bolívia.
La major part d'Etiòpia forma part de la Banya d'Àfrica, que és l'extrem oriental d'Àfrica. A l'oest limita amb el Sudan i el Sudan del Sud, al nord amb Djibouti i Eritrea, a l'est amb Somàlia, i al sud amb Kenya. La Gran Vall del Rift travessa el país de nord-est a sud-oest, creant una zona de depressió que és la conca de diversos llacs.
En el conjunt destaquen l'etiòpica a l'oest, el massís de Harar a l'est i l'altiplà somali en el vessant extrem oriental. La xarxa hidrogràfica d'Etiòpia comprèn els rius Nil Blau (1.450 km, d'ells 800 a Etiòpia), Omo (760 km), Awash (1.200 km), Wabi Shabele (1.130 km) i Genale (480 km). El llac més important és el Tana, ja que el seu desguàs forma precisament el Nil Blau.

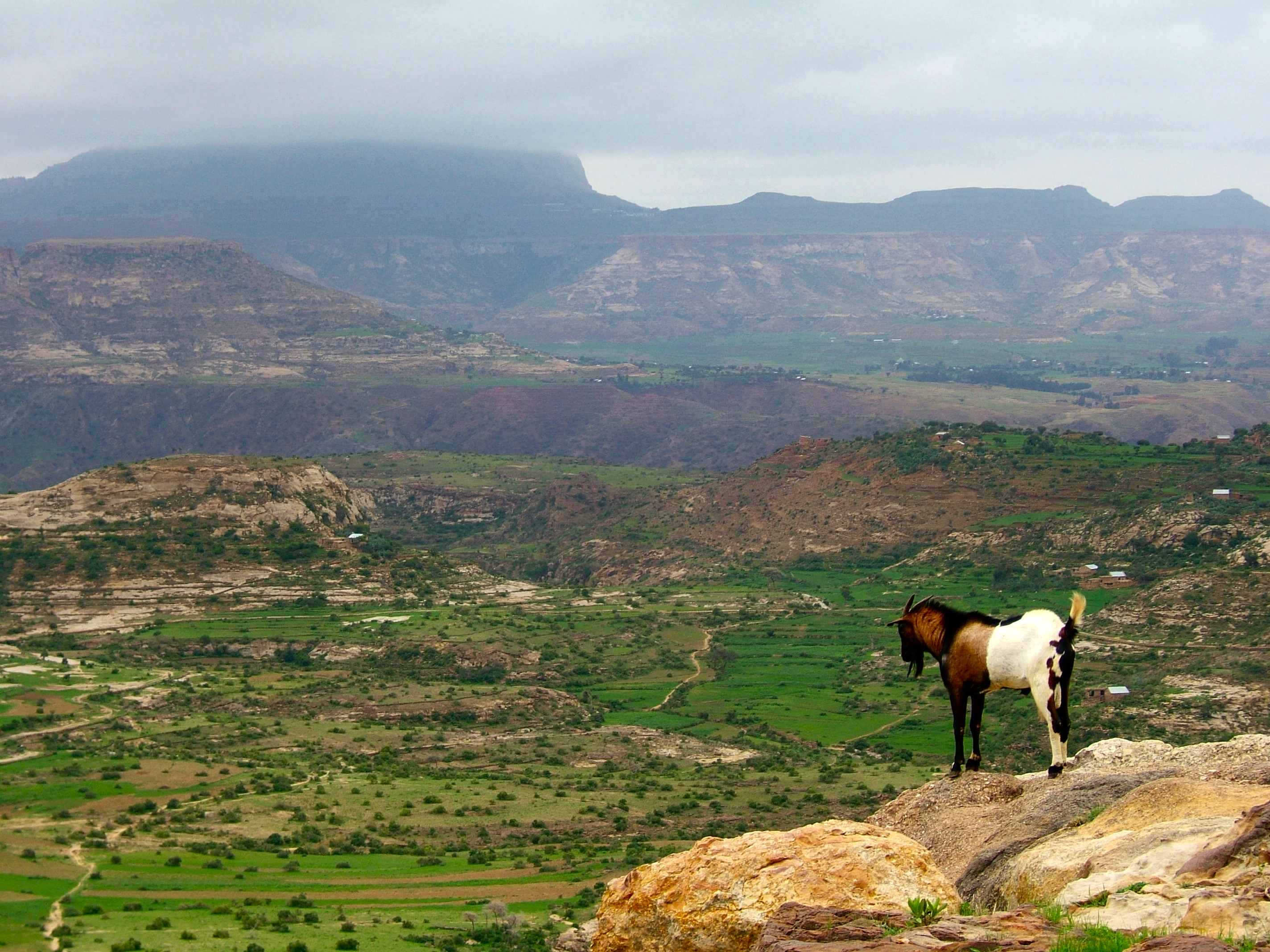
El massís etiòpic

El país es divideix en tres grans regions: 
- Al Nord, l'altiplà d'Etiòpia o massís etiòpic, alt i molt erosionat, que es caracteritza per muntanyes de vessants abruptes i cims aplanats que passen dels 3.500 metres (Ras Dashen, 4.620 m).
- Al Sud-est, l'altiplà gal·lasomali, inclinat cap al sud-est inclou les regions àrides de la plana de Harerge i d'Ogaden; separa aquestes dues regions la fossa tectònica de l'Àfrica oriental, anomenada Fossa dels Gal·les, que, orientada de sud-oest a nord-est, inclou nombrosos llacs, entre els quals el d'Abaya, i la vall de l'Awash.
- Al Nord, paral·lela a la mar Roja, s'estén la depressió desèrtica de Danakil. Malgrat ésser a la zona equatorial, el clima és càlid temperat, molt influït per l'altitud.

Al massís etiòpic neixen el Nil Blau, que alimenta el llac Tana, el més extens del país, i l'Atbara, els quals flueixen cap al nord i s'ajunten al Nil Blanc al Sudan, i l'Omo, que desguassa al llac Turkana, a Kenya. A l'altiplà neix el Shebele, que aflueix cap a l'oceà Índic.

### Ciutats principals

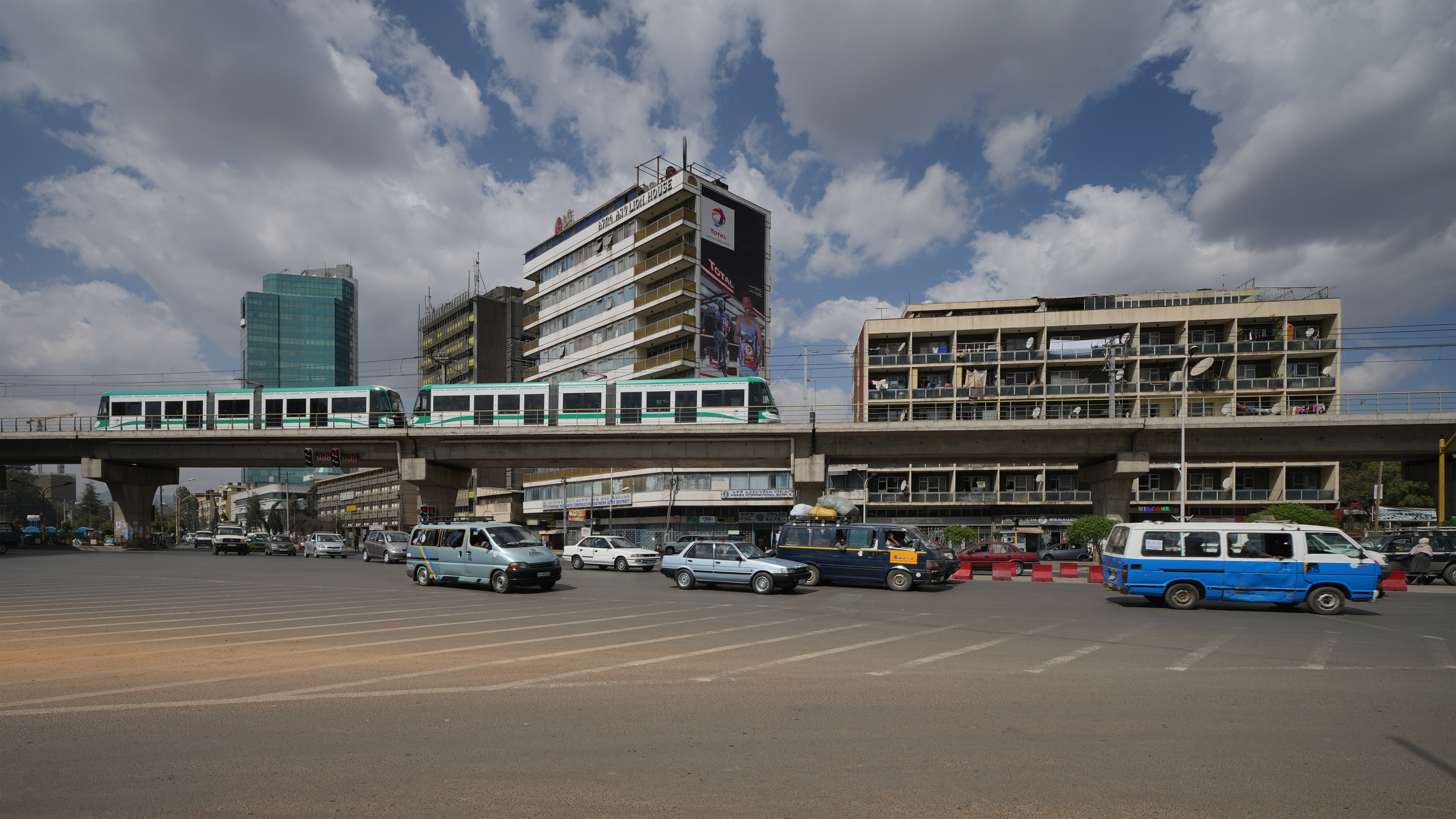
Addis Abeba, capital d'Etiòpia

Llista de les principals ciutats etíops d'acord amb les estimacions de població de l'Agència Central d'Estadística d'Etiòpia, corresponent a l'any 2008:
| Principals Ciutats d'Etiòpia (2008) | Principals Ciutats d'Etiòpia (2008) | Principals Ciutats d'Etiòpia (2008) | Principals Ciutats d'Etiòpia (2008) | Principals Ciutats d'Etiòpia (2008) |
| Nom                                 | Nom                                 | Regió                               | 1994                                | 2008                                |
| ----------------------------------- | ----------------------------------- | ----------------------------------- | ----------------------------------- | ----------------------------------- |
| 1                                   | Addis Abeba                         | Ciutat amb estatus especial         | 2.300.000                           | 3.941.452                           |
| 2                                   | Dire Dawa                           | Ciutat amb estatus especial         | 251.864                             | 432.725                             |
| 3                                   | Adama                               | Oròmia                              | 127.842                             | 279.317                             |
| 4                                   | Gondar                              | Regió Amhara                        | 112.249                             | 209.471                             |
| 5                                   | Mekele                              | Tigre                               | 96.938                              | 190.473                             |
| 6                                   | Dese                                | Regió Amhara                        | 97.314                              | 175.002                             |
| 7                                   | Bahir Dar                           | Regió Amhara                        | 96.140                              | 174.925                             |
| 8                                   | Jimma                               | Oròmia                              | 88.867                              | 170.167                             |
| 9                                   | Debre Zeyit                         | Oròmia                              | 73.372                              | 165.329                             |
| 10                                  | Awasa                               | Regió Sidama                        | 69.169                              | 159.748                             |

### Organització territorial
Fins a l'any 1995, Etiòpia estava dividia en 14 províncies (14 abans de la independència d'Eritrea el 1993). Actualment Etiòpia té un sistema governamental esglaonat, que consta d'un govern federal, estats regionals, zones, districtes (woredas), i comarques (kebeles).
En l'actualitat, Etiòpia està dividida en 11 regions administratives basades en l'ètnia (astedader akababiwach, singular - astedader akabibi) i dues ciutats amb un estatus especial (*):
| - 1 Addis Abeba* - 2 Regió Àfar - 3 Regió Amhara - 4 Benishangul-Gumaz - 5 Dire Dawa* - 6 Gambela - 7 Harari - 8 Oròmia | - 9 Regió Somali - 10 Pobles del Sud - 11 Tigre - 12 Regió Sidama - 13 Regió del Sud-oest |

### Clima i vegetació
A Addis Abeba la temperatura mitjana anual mínima de 16,1 °C, i màxima de 29 °. A les terres altes de l'W les precipitacions poden arribar als 2.500 mm, mentre que a les zones àrides (baixa vall de l'Awash, desert de Danakil, altiplà d'Ogaden) s'enregistren les precipitacions més baixes (fins a 50mm), a més de les temperatures més elevades. La vegetació, atesa la variació climàtica, és d'extensos prats i conreus clapejats de boscos (restes d'una massa forestal extensa, molt disminuïda per l'acció humana) a les muntanyes i d'estepa i sabana a les parts baixes.

### Llengües
A Etiòpia, les llengües nacionals o oficials són l'amhàric, l'anglès i el tigrigna. Les llengües d'Etiòpia, a banda de l'anglès, pertanyen a les famílies afro-asiàtiques (llengües omòtiques, llengües cuixítiques i llengües semítiques) i la família nilo-sahariana. El SIL International ha llistat un total de 84 llengües a l'Estat (5 de les quals estan extintes):
- Aari: 158.857 parlants, al centre-nord, de la regió Omo, a prop de Hamer-Banna.
- Afar: 979.367 parlants a la regió Afar. També es parla a Etiòpia i a Somàlia.
- Alaba: 126.257 parlants (molts monolingües), al sud-oest del llac Shala, al Vall del Rift.
- Amhàric: 17.372.913 parlants (més de catorze milions i mig monolingües), sobretot a l'Etiòpia central-nord, a la regió Amhara i a Addis Abeba
- Anfillo: 500 parlants, a l'oest de Dembi Dolo, al bosc d'Anfillo.
- Anuak: 45.646 parlants (35.000 monolingües), a la regió Gambela, al voltant del riu Baro, del riu Alworo, el riu gilo i el riu Akobo.
- Arbore: 4.441 parlants (quatre mil monolingües), a l'extrem sud-oest de l'estat, a prop del llac Stefanie, a la regió Omo.
- Argobba: 100.860 parlants (44.700 monolingües), a zones fragmentades del Vall del Rift.
- Awngi: 356.980 parlants (279.300 monolingües), a la regió Amhara, al sud-est del llac Tana.
- Baiso: 1.010 parlants a prop de Merab Arbaya; a l'illa Gidicho i a l'illa Welege, al llac Abaya.
- Bambassi: 5000 parlants a la regió Beni Shangul, a prop de Bambesi.
- Basketo: 57.805 parlants (42.000 monolingües), a la regió Nord Omo, a l'oest de Bulki.
- Bench: 173.586 parlants (150.000 monolingües) a la província de Kaffa, al voltant de les ciutats de Mizan Teferi i Shewa Bench.
- Berta: 124.799 parlants (100.000 monolingües), a la regió Beni Shangul, entre el riu Nil Blau i la frontera del Sudan. També es parla al Sudan.
- Birale: és una llengua que està gairebé extinta. Es van trobar 19 parlants, a un poble a la ribera occidental del riu Weyt'o, al sud-est de la regió Omo.
- Boro: 19.878 parlants (la majoria monolingües), al sud-oest de la regió Amhara, a prop del Nil Blau.
- Burji: 35.731 parlants (gairebé 30.000 monolingües), al sud del llac Ciamo, també es parla a Kenya.
- Bussa: 6.624 parlants a l'oest del llac Chamo, a la regió Omo.
- Chara: 6.932 parlants (5.500 monolingües), al nord del riu Omo al centre de la província de Kaffa.
- Daasanach: 32.064 parlants (31.00 monolingües), a la part baixa del riu Omo, al voltant del llac Turkana. també es parla a Kenya.
- Dime: 6.501 parlants (4800 monolingües), a la província de Kaffa, al nord del riu Omo.
- Dirasha: 50.328 parlants (42.00 monolingües), a la regió Omo, a l'oest del llac Chamo, a prop de Gidole.
- Dizi: 21.07 parlants, a la província de Kaffa, a prop de Maji.
- Dorze: 20.782 parlants (10.000 monolingües), la majoria dels quals estan al nord de la regió Omo i al voltant de Chencha. També n'hi ha a Addis Abeba.
- Anglès: 2000 anglo-parlants a Etiòpia.
- Etiòpic, llengua dels signes.
- Gamo-gofa-dawro: 1.236.637 parlants (un milió de monolingües). A la regió Omo i a les muntanyes a l'oest del llac Abaya.
- Ganza: 5400 parlants, a l'oest d'Oromo, a prop del Nil Blau.
- Gawwada: 32.698 parlants (30.000 monolingües) a l'oest del llac Chamo, a la regió Omo.
- Gedeo: 637.082 parlants (440.000 monolingües), al sud-oest de Dilla i a l'est del llac Abaya.
- Gumuz: 120.424 parlants (88.000 monolingües) a prop de la frontera amb el Sudan, al voltant del Nil Blau. També es parla al Sudan.
- Hadiyya: 923.958 parlants (600.000 monolingües) entre el riu Omo i el riu Billate, a prop de la ciutat de Hosaina.
- Hamer-banna: 42.838 parlants (38.000 monolingües), al sud de la regió Omo, a prop del riu Omo i al nord del llac Turkana.
- Harari: 21.283 parlants (2300 monolingües), a les ciutats d'Addis Abeba i de Harar.
- Hozo: 3000 parlants, a l'ost de la regió Oromo, a la zona de Begi.
- Inor: 280.000 parlants a la regió occidental de Gurage.
- Kachama-ganjule: 4.072 parlants (1000 monolingües), a l'illa Gidicho del llac Abaya i a altres illes del llac Chamo.
- Kacipo-Balesi: 4.120 parlants a la frontera amb el Sudan.
- Kafa: 569.626 parlants (445.000 monolingües), a la província de Kaffa i al voltant de la ciutat de Bonga. També es parla al Sudan.
- Kambaata: 606.241 parlants (345.000 monolingües), al sud-oest de Gurage, a la regió Hadiyya. La ciutat més important és Durame.
- Karo: 200 parlants, al sud de la regió Omo, a prop de Hamer-Banna.
- Kistane: 254.682 parlants, a Gurage, Kambaata i regió Hadiyya. Al sud-oest d'Addis Abeba.
- Komo: 1500 parlants al sud i a l'oest de Kwama.
- Komso: 149.508 parlants (138.700 monolingües), al sud del llac Ciamo i al riu Sagan. També hi ha emigrants que parlen Komso a Kenya.
- Koorete: 103.879 parlats (85.000 monolingües) a les muntanyes Amaro, a l'est del llac Abaya. A la regió Sidama.
- Kunfal: 2000 parlants a l'oest del llac Tana.
- Kwama: 15.000 parlants al sud de Beni Shangul, a la frontera amb el Sudan. També es parla al Sudan.
- Kwegu: 103 parlants (73 monolingües), al poblat Kuchur, a la ribera occidental del riu Omo, al sud-oest d'Etiòpia.
- Libido: 36.612 parlants (14.100 monolingües), a la regió Gurage, al nord-est de Hosaina.
- Majang: 15.341 parlants (10.000 monolingües), al sud-oest de l'estat. Entre Bure i Guraferda.
- Male: 53.779 parlants (40.600 monolingües), al sud-est de Jinka, a la regió Omo.
- Me'en: 56.585 parlants (51.500 monolingües), al centre de la província de Kaffa, al voltant de Bachuma, a prop del riu Omo.
- Melo: 20.151 parlants (13.200 monolingües), al nord d'Omo, al voltant de Malo-Koza, al nord-est de Basketo.
- Mesqan: 25.000 parlants a l'occident de la regió Gurage.
- Murle: 200 parlants al sud del riu Akobo, a prop de la frontera amb el Sudan.
- Mursi: 3278 parlants (3200 monolingües), al centre de la regió Omo, al sud-oest de Jinka.
- Nayi: 3.656 parlants (1100 monolingües), a la província de Kaffa, a la zona de Bonga.
- Nuer: 64.907 parlants (61.640 monolingües), a la regió Gambela, al riu Baro.
- Nyangatom: 14.177 parlants (13.800 monolingües), a l'extrem sud-oest d'Etiòpia, a la regió Omo. Són transhumants al Sudan.
- Opuuo: 301 parlants (235 monolingües), a la frontera amb el Sudan, on també es parla.
- Oromo, Borana-Arsi-Guji: 3.634.000 parlants al sud de la regió Oromo.
- Oromo, oriental: 4.526.000 parlants, a l'est i a l'oest de la zona Hararghe, al nord de Bale.
- Oromo, central-occidental: 8.920.000 parlants a la regió Oromo, a l'Oest i al Centre d'Etiòpia i al Vall del Rift. També es parla a Egipte.
- Oyda: 16.597 parlants (6.244 monolingües), al nord-oest de la regió Omo, al sud-oest de Sawla.
- Qimant: 1.650 parlants (d'una població ètnica de 172.327 persones), al nord-oest de la regió Amhara, al nord del llac Tana. també es parla a Qwara i a Eritrea.
- Saho: 22.759 parlants a Tigre.
- Sebat Bet Gurage: 440.000 parlants a l'oest de la regió Gurage.
- Seze: 3000 parlants a l'oest de la regió Oromo, a prop de Begi, al nord de Hozo.
- Shabo: De 400 a 500 parlants a la província de Kaffa, entre Godere i Mashi.
- Shekkacho: 54.894 parlants (36.500 monolingües), al nord de la província de Kaffa i al voltant de Maasha.
- Sheko: 23.785 parlants (13.600 monolingües), al districte de Shako, a la regió Kaffa.
- Sidamo: 1.876.329 parlants (1.632.900 monolingües), al sud del centre d'Etiòpia, al nord-est del llac Abaya i al sud-est del llac Awasa. Awasa és la capital de la regió Sidama.
- Silt'e: 827.764 parlants a uns 150 km al sud d'Addis Abeba.
- Somalí: 3.334.113 parlants (2.878.371 monolingües), al sud-est d'Etiòpia, a la regió Somalí.
- Suri: 19.622 parlants (gairebé tos monolingües) al sud-oest de la regió Kaffa, a prop e la frontera amb el Sudan. També es parla al Sudan.
- Tigrinya: 3.224.875 parlants (2.819.755 monolingües) a la Regió Tigre.
- Tsamai: 8621 parlants (5300 monolingües), a la regió Omo, a l'oest del llac Chamo.
- Turkana: 25.163 parlants a l'oest del riu Omo.
- Uduk: 20.000 parlants a la regió Gambela. La majoria són refugiats del Sudan, on encara en queden uns quants.
- Wolaytta: 1.231.673 parlants (un milió monolingües) a la regió Wolaytta, a la zona del llac Abaya.
- Xamtanga: 143.369 aprlants (94.000 monolingües), al nord de la regió Amhara, al districte d'Avergele, a les zones de Lasta i Waag.
- Yemsa: 81.613 parlants a la regió Oromo, al nord-est de Jimma.
- Zay: 4.880 parlants al llac Zway i a les seves illes occidentals.
- Zayse-Zergulla: 17.800 parlants (7500 monolingües), a la regió Omo, a l'oest del llac Chamo.
- Gafat: Llengua extinta, que es parlava al sud del riu Nil Blau.
- Gueez: Llengua extinta, que també es parlava a Eritrea.
- Mesmes: Llengua extinta que es parlava a Gurage, Hadiyya i Kambatta.
- Rer Bare: Llengua extinta, a la zona del riu Wabi Shebelle, al vontant de Gode, a prop de la frontera amb Somàlia i a través dels rius Ganale i Dawa.
- Weyto: Llengua extinta, a la regió del llac Tana. Avui en dia, els weyto parlen amhàric.

A més a més, a Etiòpia també es parla kunama (1883 parlants) i àrab sudanès.

## Ecologia

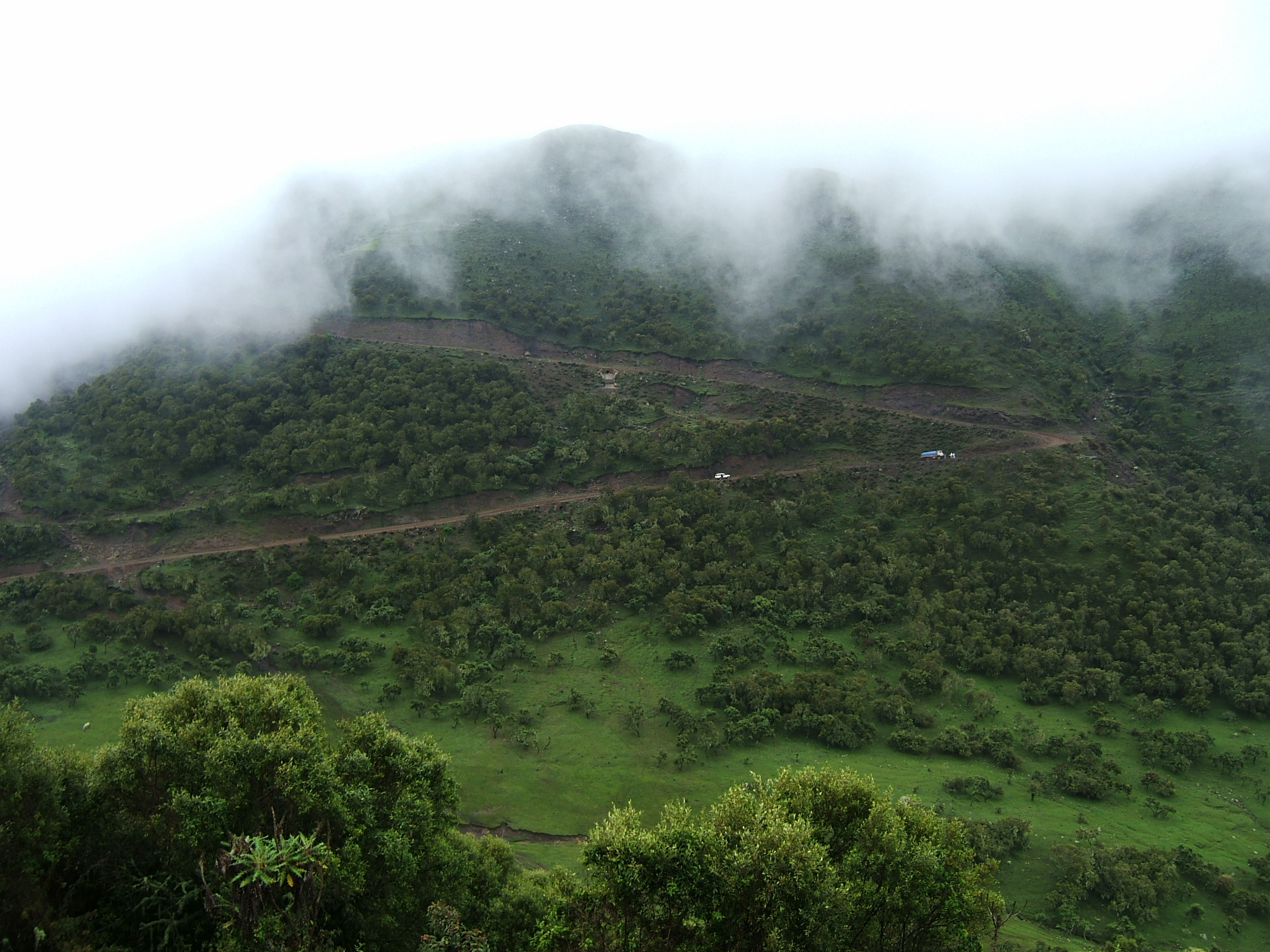
Parc Nacional de Simen.

L'ecologia d'Etiòpia ve determinada fonamentalment per l'altitud. En les zones baixes predominen les sabanes; WWF divideix les sabanes d'Etiòpia entre cinc ecoregions:
- Sabana d'acàcies del Sahel en el nord-oest
- Sabana sudanesa oriental en l'oest
- Sabana arbustiva de Somàlia en el centre (Gran Vall del Rift) i est
- Sabana arbustiva de Kenya en el sud-oest
- Mosaic de selva i sabana de la conca del llac Victoria, en un enclavament del sud-oest, en la frontera amb Sudan.

Els deserts estan representats pels prats i matolls xeròfils d'Etiòpia, en la regió fronterera amb Djibouti i el sud d'Eritrea; i la prats i matolls xeròfils masais, en l'extrem sud-oest.
En el massís Etíop els biomes predominants són la selva ombrívola -selva muntanyesa d'Etiòpia, des dels 1.100 fins als 1.800 msnm- i la prada de muntanya, representada aquesta última per dues ecoregions: la prada muntanyesa i mont alt d'Etiòpia, entre els 1.800 i els 3.000 metres d'altitud, i l'erm muntanyès d'Etiòpia per sobre dels 3.000 metres.

## Economia
L'economia d'Etiòpia està basada en l'agricultura que absorbeix el 45% del Producte Interior Brut, el 90% de les exportacions i el 80% de la mà d'obra. El producte principal és el cafè, destinat gairebé tot a l'exportació, del que viuen directament o indirecta el 25% de la població. Aquest alt volum, unit a la variabilitat dels preus internacionals del cafè, fan que la balança exportadora sigui molt vulnerable.
Les èpoques de sequera, agreujats a la dècada dels 80 del segle xx, van convertir grans extensions de terreny de cultiu en zones àrides o semiàrides, en part per les condicions climàtiques, en part per la tal·la indiscriminada d'arbres per a llenya. Els desplaçaments de la població i de refugiats amb motiu de les múltiples guerres amb Eritrea, van facilitar l'assentament de gran nombre de població a les zones amb insuficients recursos agrícoles i ramaders, que va provocar fam i persistents degradacions del sòl que encara no s'ha recuperat. En l'actualitat, i després de la firma de la pau definitiva amb Eritrea, el nombre de persones que depenen de l'ajuda interior o exterior per a la supervivència s'ha reduït de 4,5 milions de persones el 1999 a 2,7 milions de persones el 2003.
Respecte a la mineria, Etiòpia té reserves d'or i de tàntal, així com de marbre, potassa, mineral de ferro i de gas natural. Les explotacions d'aquest últim ha sofert diverses convulsions i alts i baixos a causa dels múltiples conflictes bèl·lics fins al 2002.
L'alt nivell de dependència del sector energètic (petroli) i les elevades despeses militars, mantenen encara força debilitada a l'economia, que presenta grans canvis segons la zona del país de la que es tracti. La tensa relació amb Eritrea impedeix l'ús dels ports d'Assab i Massawa, deixant el de Djibouti per a la sortida al mar dels productes etíops.
Actualment s'està desenvolupant un pla econòmic basat en l'increment de l'ús de l'energia hidroelèctrica, l'explotació del gas natural, la recuperació de les zones agrícoles i la diversificació de les activitats econòmiques, dins d'una economia encara molt centralitzada i que depèn del sector públic i de l'ajuda estrangera.
Els països als que exporten diversos productes són: Alemanya, Japó, Djibouti i Aràbia Saudita. Els països dels que importa Etiòpia són, principalment: Aràbia Saudita, Estats Units, Itàlia i Rússia.
Els productes d'exportació són: cafè, cuir, llegums i petroli, i els d'importació són animals, petroli i maquinària.
Durant el període 2003-2005 l'economia etíop ha crescut més d'un 10%, si bé el creixement ha estat molt desigual segons les regions. El perímetre de la capital ha crescut un 13% consecutiu entre els dos anys, els estats del sud i de l'oest ha crescut de mitjana un 8%, els estats de l'est han crescut amb menys intensitat i les regions del nord han patit una gran davallada de l'activitat econòmica, degut a les tensions geopolítiques amb el Sudan i Eritrea. Destata la millora de la balança exportadora, animada principalment per l'increment de les exportacions cap a Egipte.
L'ajut estranger representa més del 90% del pressupost del govern; i per exemple, només el 2% de la població del país té accés a telèfons mòbils.

## Educació

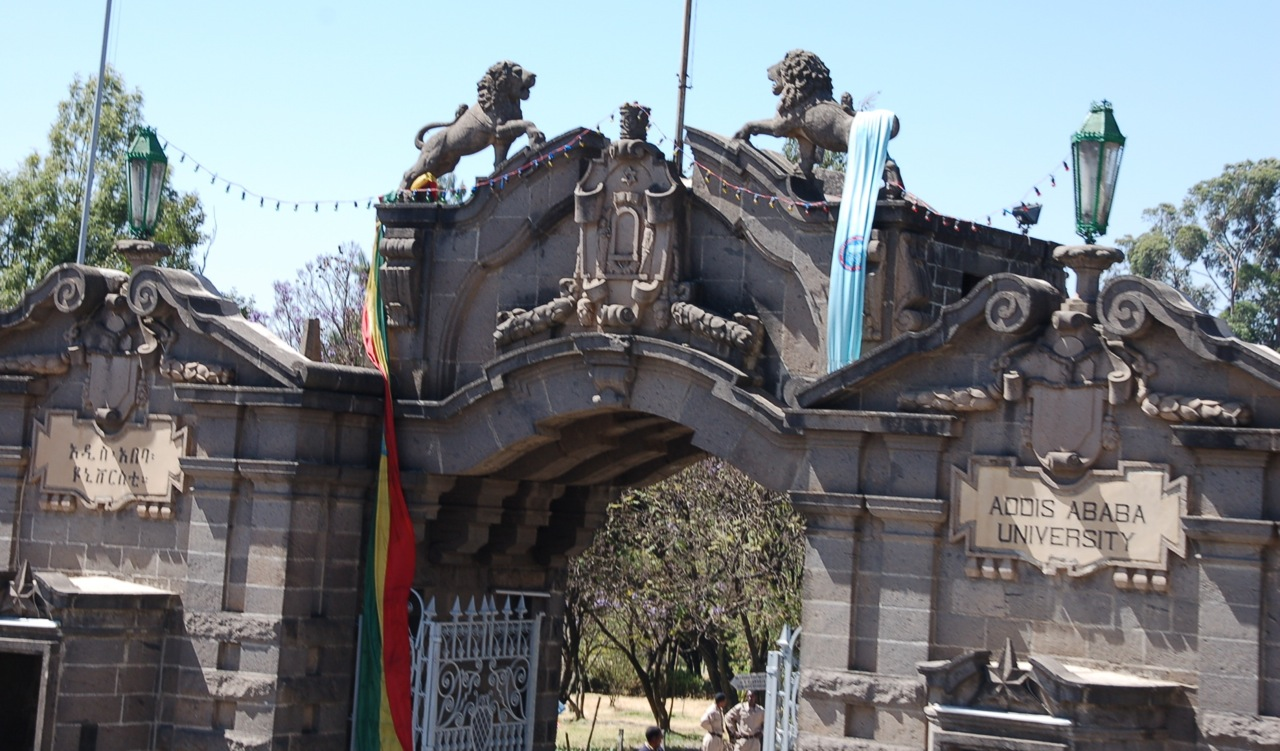
Entrada a la Universitat d'Addis Abeba

L'educació a Etiòpia havia estat dominada durant molts segles per l'Església ortodoxa, fins que l'educació laica va ser aprovada a principis del segle xx. El sistema actual segueix esquemes molt similars d'expansió de l'escola a les zones rurals com al sistema anterior a la dècada de 1980 apostant, però, amb la regionalització de l'educació rural en la seva pròpia llengua a partir del nivell elemental i amb més pressupost assignat al sector de l'educació. L'educació general a Etiòpia és de sis anys d'escola primària, quatre anys de l'escola secundària i dos anys d'estudis superiors de l'escola secundària. La matrícula escolar de 2004 va ser inferior a la de molts altres països africans. La meitat de la població d'Etiòpia és analfabeta.

## Cultura

### Gastronomia d'Etiòpia

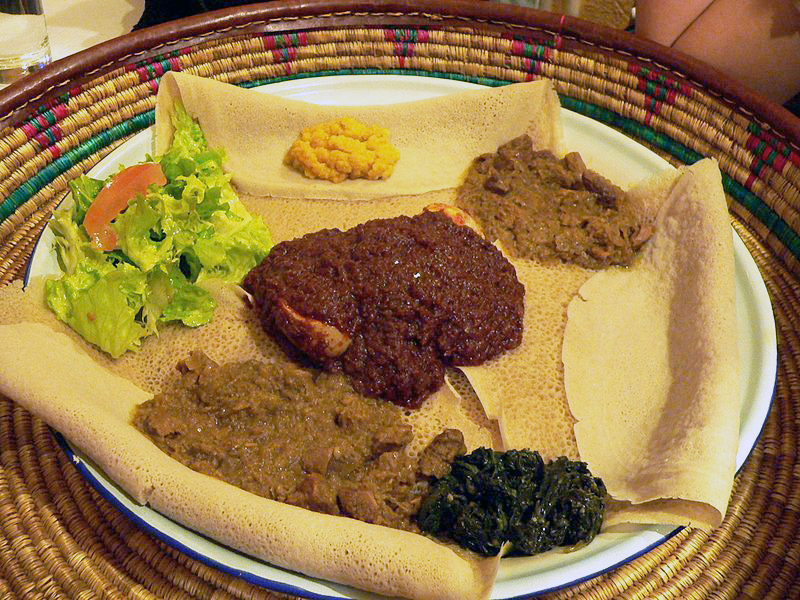
Un plat típic etíop: la injera, un pa pla, juntament amb diversos tipus de carn.

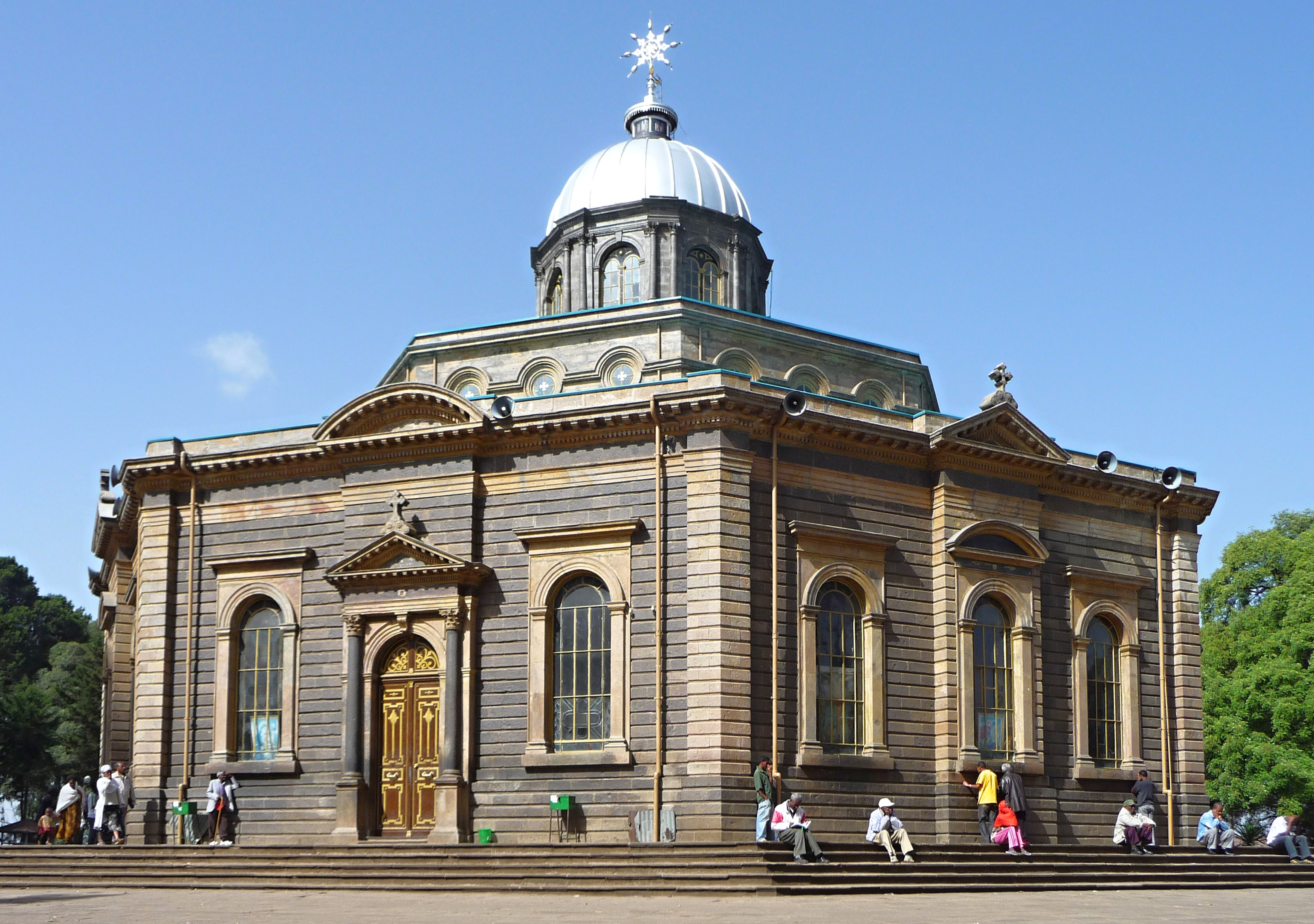
Catedral de Sant Jordi a Addis Abeba.

La gastronomia d'Etiòpia consisteix en diversos entrants i plats de verdura o carn, normalment un guisat, servit damunt d'injera, un fi pa allargat.
La injera és una espècie de crep feta amb un cereal que es diu teff i que es conrea a Etiòpia, després de feta la massa es deixa fermentar i després es tira en una font de fang plana i rodona d'uns 40 cm de diàmetre prèviament escalfada al foc (generalment de llenya), damunt se li tiren diversos guisats de carn o verdura i es menja amb la mà.
La cuina tradicional etíop no usa carn de porc de cap tipus, ja que l'islam i l'Església Ortodoxa Etíop prohibeixen menjar aquesta carn.

### Mitjans de comunicació
A Etiòpia s'hi publiquen pocs diaris, essent l'Addis Tribune editat a Addis Abeba, un d'ells.

### Proveïdors de serveis per satèl·lit
La majoria de la població es connecta via ADSL, implementada pel govern, qui en té el monopoli estricte. No obstant això, les poques corporacions existents utilitzen connexions via satèl·lit de proveïdors estrangers amb connexions actives mitjançant els satèl·list Hispasat i NSS.

### Calendari
Etiòpia utilitza el calendari de l'Església Ortodoxa Copta, amb set o vuit anys de retard respecte al calendari occidental. L'any nou etíop se celebra l'11 de setembre. En el cas dels anys de traspàs, la festa és el 12; així, el 12 de setembre de 2007 va ser el primer dia del nou mil·lenni per a Etiòpia. Fins al dimarts 11 de setembre de 2007, Etiòpia seguia l'any 1999 d'acord amb el calendari julià usat oficialment al país.
Els etíops coptes celebren la seva festa de cap d'any o Enkutatash ("regal de joies"), amb base en una antiga llegenda, segons la qual la reina de Saba va tornar sobtadament de la seva visita al rei Salomó d'Israel, a Jerusalem, sent celebrada pels seus ministres i generals amb gran alegria i omplint de joies les arques reials. Aquesta celebració coincideix amb la Festa de Primavera a l'hemisferi austral, i els seus festejos es remunten a aquesta època.
L'hora zero correspon a les sis del matí de l'horari internacional.

### Música, dansa i cant
Uns 1.600 anys abans que a Europa, el sant etíop Yared va crear una escriptura musical per al seu repertori de música sagrada i dansa. La música, el cant i la dansa etíops es basen en l'herència musical de Yared. La dansa folklòrica més comuna, l'esskista, té elements fonamentals de tradicions dels diversos pobles de l'altiplà etíop. Característica d'aquestes danses és el moviment rítmic de les espatlles, amb una acusada mescla de religiositat, fetitxisme i sensualitat definida per alguns observadors com a confusa i fascinant. Un contrast amb les danses de l'altiplà ho constitueixen les danses acrobàtiques dels Welaita i els gestos teatrals dels remots grups ètnics de Daina-Gofa i la part baixa de la vall del Omo, que conserven costums més tradicionals.
Per la seva temàtica, la música d'Etiòpia es pot dividir en tres grans grups:
- Música folklòrica i tradicional etíop. Comprèn la música dels diversos grups ètnics d'Etiòpia des de remotes èpoques.

- Chik Chikka és un tipus de ritme etíop, que actualment es pot interpretar amb un temps ràpid i també lent.

- Música copta o sacra.
- Música popular. Es diferencia de la música folklòrica pel seu caràcter més general i per la influència estrangera.
- Música rastafari Nyahbinghi i reggae. Vegeu Moviment rastafari. Història. Música sincrètica d'origen jamaicà, mescla de diferents grups d'afrodescendents, amb alguna difusió a Etiòpia.
- Ethio-jazz. Creació del vibrafonista i director musical Mulatu Astatke, aplicat alumne de les millors escoles de música angleses i nord-americanes, des dels anys seixanta del segle xx, és part de la història viva de la música etíop.[36]

És d'advertir que el nom d'Etiòpia ha estat utilitzat per artistes estrangers aliens per complet a la música etíop, com en els casos de l'argentí Nico Favio amb la banda Etiòpia i l'escriptor basc Bernardo Atxaga en la Nova música d'Etiòpia.
Alguns intèrprets famosos són el vocalista Tilahun Gessesse i el guitarrista Bibisha.
Entre els instruments musicals típics estan el Krar, o lira etíop de cinc cordes, i el Masenqo, un violí d'una sola corda i instrument històric etíop. L'Esketa o “ball de les espatlles” és una dansa etíop. En moure's amb aquesta dansa és com si el cap i les espatlles treballessin completament separats de la resta del cos. És una part significativa de les antigues danses tribals d'Etiòpia.

## Festivitats
| Data           | Nom en català                | Nom local     | Notes |
| -------------- | ---------------------------- | ------------- | ----- |
| 7 de gener     | Nadal Ortodox                | Genna         |       |
| 19 de gener    | Festa de l'Epifania          | Timket        |       |
| 2 de febrer    | Festa del Sacrifici          | Eid-ul-Adha   |       |
| 2 de març      | Batalla d'Adowa              | Y'adowa B'al  |       |
| 12 d'abril     | Dilluns de Pasqua Ortodox    | Fasika        |       |
| 25 d'abril     | Divendres Sant Copte         | Sikilet       |       |
| 2 de maig      | Mulud                        | Mulud         |       |
| 5 de maig      | Dia dels patriotes           | Arbegnoch Qen |       |
| 28 de maig     | Final del règim              | -             |       |
| 11 de setembre | Any Nou Etíop/Any Nou Copte  | Enkutatash    |       |
| 27 de setembre | Trobada de la Creu Verdadera | Meskel        |       |
| 14 de novembre | Final del Ramadà             | Eid-al-Fitr   |       |

## Etiòpia als Jocs Olímpics
Etiòpia als Jocs Olímpics està representada pel Comitè Olímpic d'Etiòpia.
Etiòpia va participar per primera vegada en uns Jocs Olímpics l'any 1956 als Jocs Olímpics de Melbourne. Des d'aquella ocasió ha participat en totes les edicions, excepte en els Jocs Olímpics de Montreal (1976) (degut al boicot africà), als Jocs Olímpics de Los Angeles (1984) (en suport del boicot soviètic), i als Jocs Olímpics de Seül (1988). En totes les edicions dels jocs en les que ha participat, excepte en la primera ocasió, ha obtingut alguna medalla. En total, Etiòpia ha obtingut 38 medalles, totes en atletisme, i d'elles, 30 les han aconseguit en proves atlètiques de llarga distància, fet que fa que Etiòpia sigui considerada una potència en aquest tipus de proves.

### Medalles
| Any            | Or | Argent | Bronze | Total |
| Roma 1960      | 1  | 0      | 0      | 1     |
| Tòquio 1964    | 1  | 0      | 0      | 1     |
| Mèxic 1968     | 1  | 1      | 0      | 2     |
| Múnic 1972     | 0  | 0      | 2      | 2     |
| Moscou 1980    | 2  | 0      | 2      | 4     |
| Barcelona 1992 | 1  | 0      | 2      | 3     |
| Atlanta 1996   | 2  | 0      | 1      | 3     |
| Sydney 2000    | 4  | 1      | 3      | 8     |
| Atenes 2004    | 2  | 3      | 2      | 7     |
| Pequín 2008    | 4  | 1      | 2      | 7     |
| Londres 2012   | 3  | 1      | 3      | 7     |
| Rio 2016       | 1  | 2      | 5      | 8     |
| Total          | 22 | 9      | 22     | 53    |